# The Six Parts Seven
The Six Parts Seven (русск. Шесть Седьмых) — американская пост-рок группа, основанная в городе Кент, штат Огайо в 1995 году.
Музыка коллектива преимущественно инструментальна, характерно «чистое» (с использованием блоков эффектов)[прояснить] звучание электрических гитар, электрических бас-гитар и ударных, также используются электрические леп-стил гитары, реже пианино, альты, вибрафоны,трубы. Вместо того, чтобы основываться на ударных аккордах, песни построены на монотонных мелодических рядах. Многие песни тихие, приглушённые, напоминающие музыку таких групп, как Bedhead, Low, American Football и Луисвилльских коллективов, как Slint и Rodan. Песни обычно длинные (более пяти минут), с частыми повторениями и небольшим контрастом, создающими медиативную атмосферу. Хотя ударные Джея Карпински зачастую больше подходят джазовой музыке, группа предпочитает двойной ритм, а не более сложные ритмы, пользующиеся популярностью среди коллективов математического рока. Аккуратное, замысловатое звучание на основе шаблонов вдохновлена гитаристом King Crimson Робертом Фриппом и композиторами минималистической музыки, такими как Стивен Райх. На новых песнях группы Аллен играет на четырёхструнном Fender Jazz Bass с обычными гитарными струнами, что впервые проявилось на последнем студийном альбоме группы Casually Smashed To Pieces, где инструмент был указан как «средне-диапазонный басс».
Группа пережила множество изменений в составе, второстепенные участники заменялись постоянно, при том основными участниками на протяжении все существования коллектива оставались братья Карпински и Тим Джерак. Бывший вибрафонист Эрик Клотноу покинул коллектив после выпуска Everywhere, And Right Here, как и леп-стил гитарист Бен Воган (бывший участник Dirty Lords, Tusco Terror и Silent Command) после рождения ребенка. Незначительные роли, как недавно добавленная труба (Кейт Фрейнд из Trouble Books) были заняты членами других групп в Акроне, штат Огайо.
Название группы, вероятнее всего происходит из книги «Народная история США» Говарда Зинна и является цитатой губернатора Виргинии Уильяма Беркли 1676 года — «Как несчастен тот человек, что управляет народом, где шесть частей из семи либо бедны и обречены либо разорены и вооружены.» Одно из интервью с другой группой подтверждает, что название происходит из детской игры братьев Джея и Аллена Карпински. Не стоит путать The Six Parts Seven с Британским коллективом Six by Seven.
Группа путешествовала туром по США несколько раз и выступала на фестивале South by Southwest в городе Остин, штат Техас в марте 2006 года. Их музыка часто использовалась All Things Considered National Public Radio как тема между отрывками. Лидер группы Аллен Карпински давал интервью о использовании их песен в этой программе сентябре 2004 года.

## История
Группа была основана в 1995 году братьями Алленом (электрогитара) и Джеем Карпински (ударная установка), которые раньше играли в группе Old Hearts Club со схожим стилем, но отличавшейся использованием вокала. В 1988 году в качестве постоянных участников были приглашены Тим Джерак (электрогитара, семплы и звуковые эффекты на более поздних записях) и Бред Вискер (электрическая бас-гитара). В течение следующих двух лет группа путешествовала туром в поддержку альбома, за это время она выпустила совместный мини-альбом с рок-группой из Акрона, штат Огайо The Black Keys The Six Parts Seven/The Black Keys EP и записала альбом ремиксов под названием Lost Notes Of Forgotten Songs. В 2004 и 2007 годах коллектив выпустил Everywhere, And Right Here и Casually Smashed To Pieces.

## Стиль
Группа играет пост-рок, в стиле, отличающемся от таких групп, как Tortoise, Mogwai, Godspeed You! Black Emperor и Slint и больше похож на простую фоновую музыку.

## Участники

### На данный момент
- Аллен Карпински — электрогитара, электрическая бас-гитара, клавишные
- Джей Карпински — ударная установка
- Тим Джерак — электрогитара, банджо, леп-стил гитара, семплы
- Майк Толан — электрическая бас-гитара, электрогитара, орган, банджо
- Стив Клементз — рояль, клавишные
- Джейк Тромбетта — акустическая леп-стил гитара, электрогитара, пианино
- Дженнифер Курт — кларнет
- Кейт Фрейд — труба

### Бывшие участники
- Бред Вискер — электрическая бас-гитара
- Бен Воган — электрическая леп-стил гитара
- Эрик Колтноу — вибрафон
- Мэтт Хэсс — электрическая леп-стил гитара
- Мэри Мейзер — электрическая леп-стил гитара
- Хитер Уикер — виола

## Дискография

### Студийные альбомы
- 1998 — In Lines And Patterns... CD (Donut Friends Records)
- 2000 — Silence Magnifies Sounds CD (Troubleman Unlimited Records)
- 2002 — Things Shaped in Passing CD и двусторонний LP (Suicide Sqeeze Records)
- 2004 — Everywhere, and Right Here CD и LP (Suicide Sqeeze Records)
- 2007 — Casually Smashed To Pieces CD и LP (Suicide Sqeeze Records)

### Мини-альбомы
- 2003 — The Six Parts Seven/The Black Keys EP CD-EP (совместно с The Black Keys) (Suicide Sqeeze Records)
- 2003 — Attidues of Collapse One-Sided LP (Burnt Toast Vinyl)

### Альбомы ремиксов
- 2004 — Lost Notes From Forgotten Songs CD (Suicide Sqeeze Records)

### Неофициальные релизы
- 1995 — The Six Parts Seven Кассета
- 2001 — Безымянный мини-альбом (серия сольных синглов) CD (Troubleman Unlimited Records)

### Сборники
- 2000 — Slightest Indication of Change CD и LP (Slowdance Records), SLOW-007
- 2001 — Troubleman Mix-Tape 2xCD (Troubleman Unlimited Records), TMU-050
- 2002 — Devil In the Woods 52 7" виниловая пластинка (Devil In the Woods records), DIW-52

### Интервью
- Интервью с Беттой Реконайз

### Обзоры
- Обзор Silence Magnifies Sound Джон Дарка для Pitchfork Media
- Краткий обзор Casually Smashed To Pieces
- Обзор Smashed to Pieces Томаса Ллойда для The Silent Ballet